# Phoenix Park

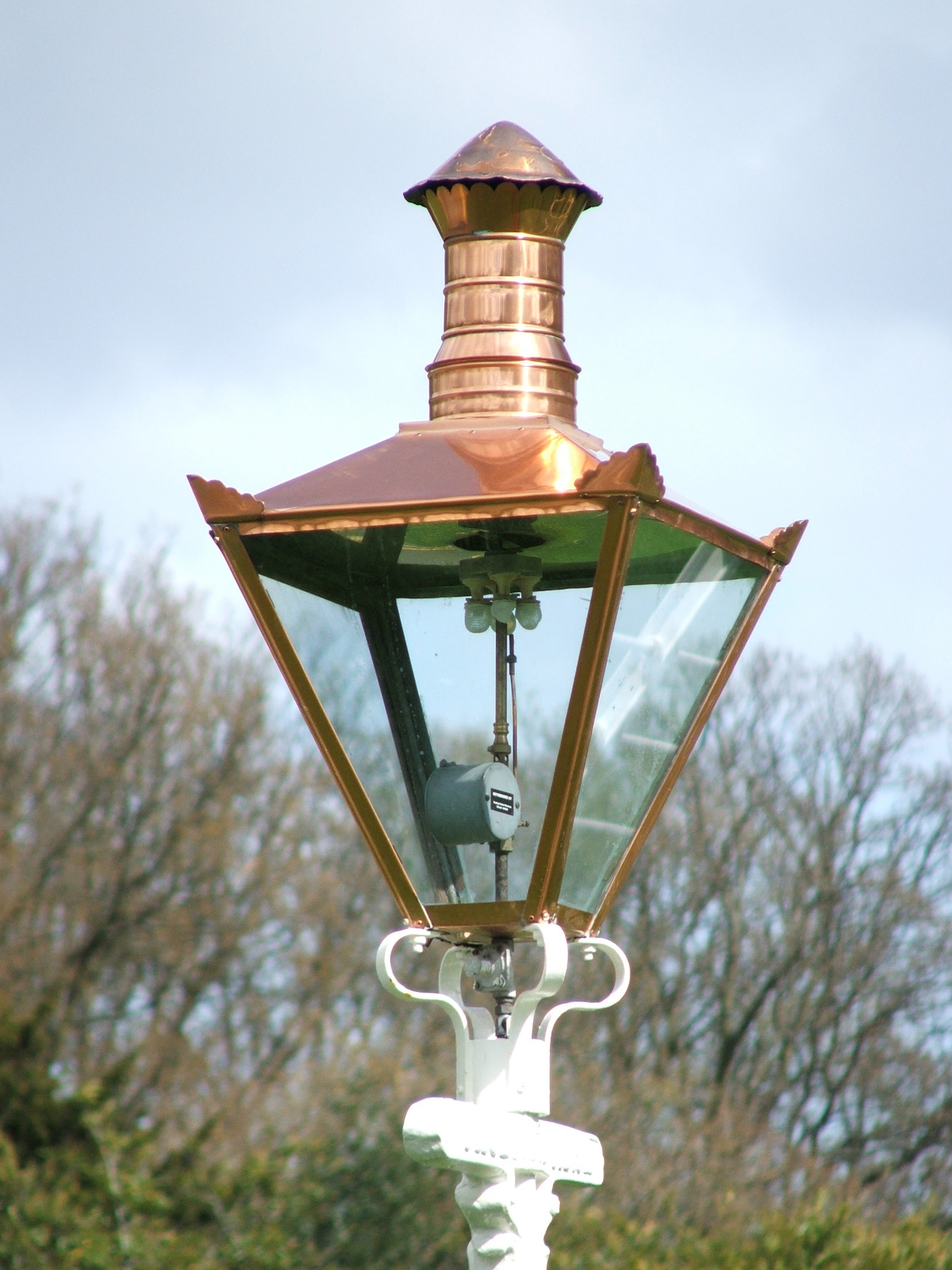
Una delle tipiche lampade a gas sui viali del Phoenix Park

Il Phoenix Park (irlandese: Páirc an Fhionn-Uisce, "Parco dell'Acqua Limpida"), è un parco cittadino situato a 3 km a nord-ovest del centro di Dublino, capitale della Repubblica d'Irlanda. Ricco di prati e viali alberati, esteso 712 ettari, è delimitato da una cinta muraria di 16 km di perimetro. Il parco ospita anche una colonia di daini. Al contrario di quello che sembra, il nome Phoenix non ha nulla a che vedere col leggendario uccello della fenice, ma è la semplice anglicizzazione del gaelico "fhionn-uisce".
Si tratta di uno dei maggiori parchi recintati d'Europa, più esteso sia del Central Park di New York che dell'Hyde Park di Londra; il Richmond Park di Londra supera il Phoenix Park di soli 2 km².
Oggi nel parco si tengono numerosi concerti e l'annuale Phoenix Park Motor Ra STORIA
Dopo la conquista normanna di Dublino e dei suoi dintorni nel XII secolo, Hugh Tyrell, primo Barone di Castleknock, assicurò che un'estesa porzione di territorio incolto, che includeva l'odierno Phoenix Park, sarebbe stata ceduta ai Cavalieri di San Giovanni di Gerusalemme. Essi si stabilirono all'interno di un'abbazia nel borgo di Kilmainham, nel luogo oggi occupato dal Royal Hospital. I cavalieri persero ogni diritto sulle loro terre quando Enrico VIII confiscò tutte le proprietà monastiche nel 1537, e 80 anni dopo le terre diventarono proprietà dei rappresentanti della Corona inglese in Irlanda. Alla restaurazione di Carlo II, il suo viceré a Dublino, Lord Ormonde vi stabilì un Parco di Caccia Reale contenente fagiani e daini, donde la necessità di racchiudere la zona con una cinta muraria. La tenuta di caccia fu chiusa, lasciandone aperto l'accesso al pubblico, da Lord Chesterfield nel 1747.
Il parco è stato più volte citato in due romanzi del dublinese James Joyce: Finnegans Wake e Ulisse.

## Punti d'interesse turistico

### Áras an Uachtaráin

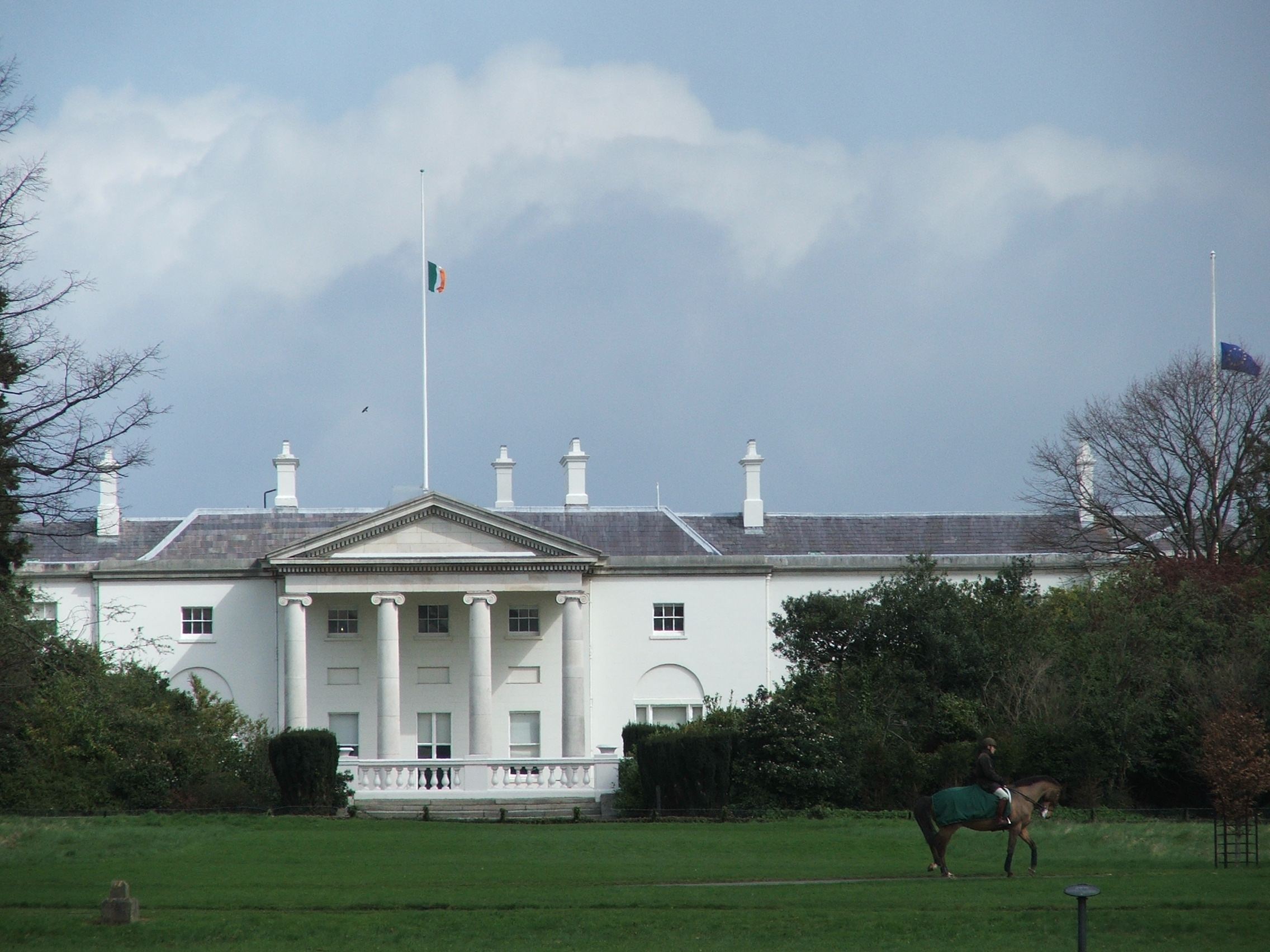
La residenza del Presidente

La residenza del Presidente della Repubblica d'Irlanda (Áras an Uachtaráin) si trova nel parco.

### Giardino zoologico
Una delle maggiori attrattive del parco, soprattutto per i più piccoli, è lo Zoo di Dublino. Fu fondato nel 1830 e aperto al pubblico il 1º settembre 1831, ed è il terzo giardino zoologico più vecchio del mondo. I visitatori possono vedere più di 700 specie animali da tutto il mondo, tra cui una collezione di uccelli tropicali.

### La Croce Papale

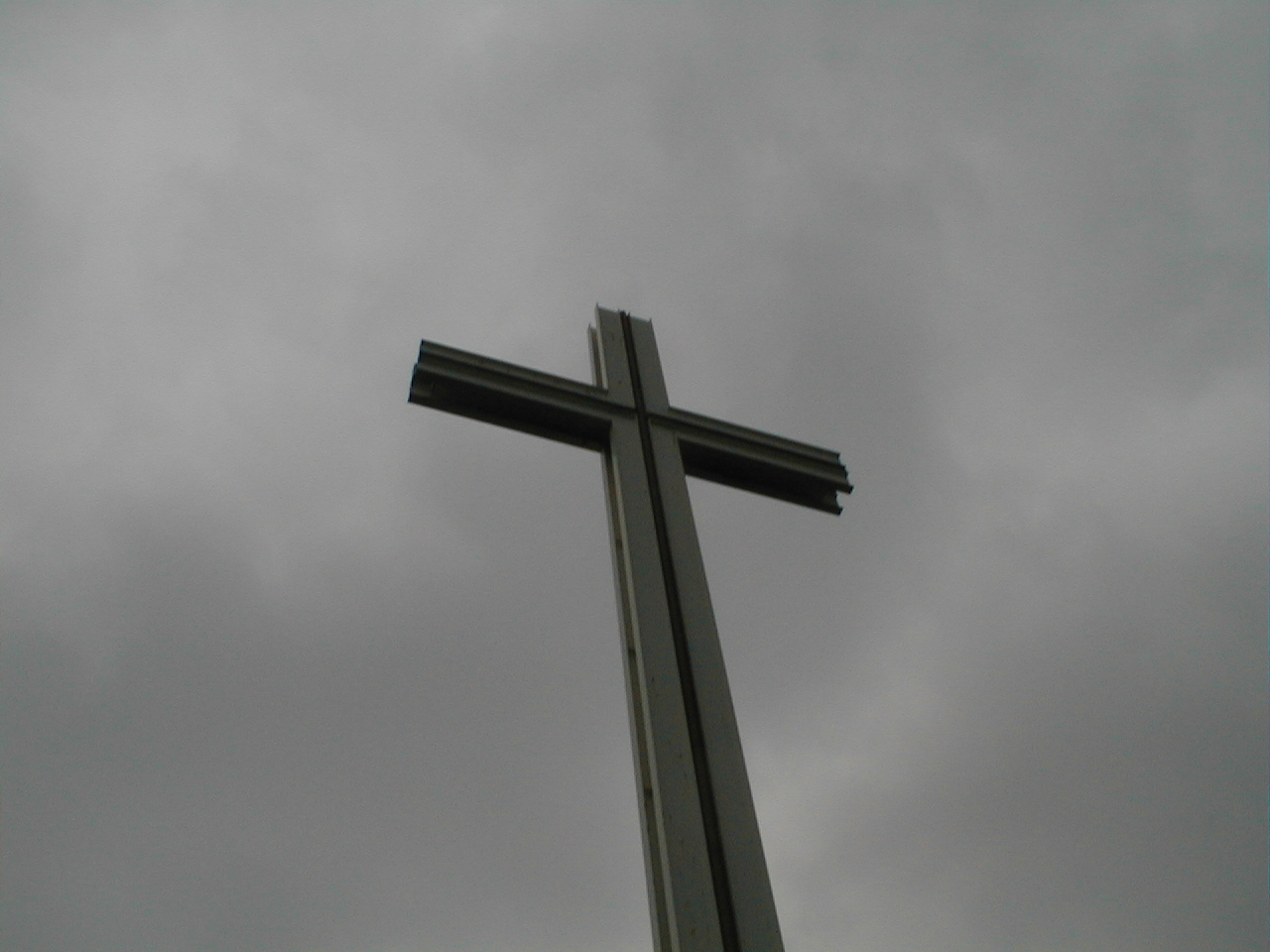
La Croce Papale a Phoenix Park

Una Croce Papale fu eretta in seguito alla visita di Papa Giovanni Paolo II il 29 settembre 1979. Alla messa nel parco parteciparono più di un milione di persone, quasi un terzo della popolazione irlandese.

### Wellington Monument

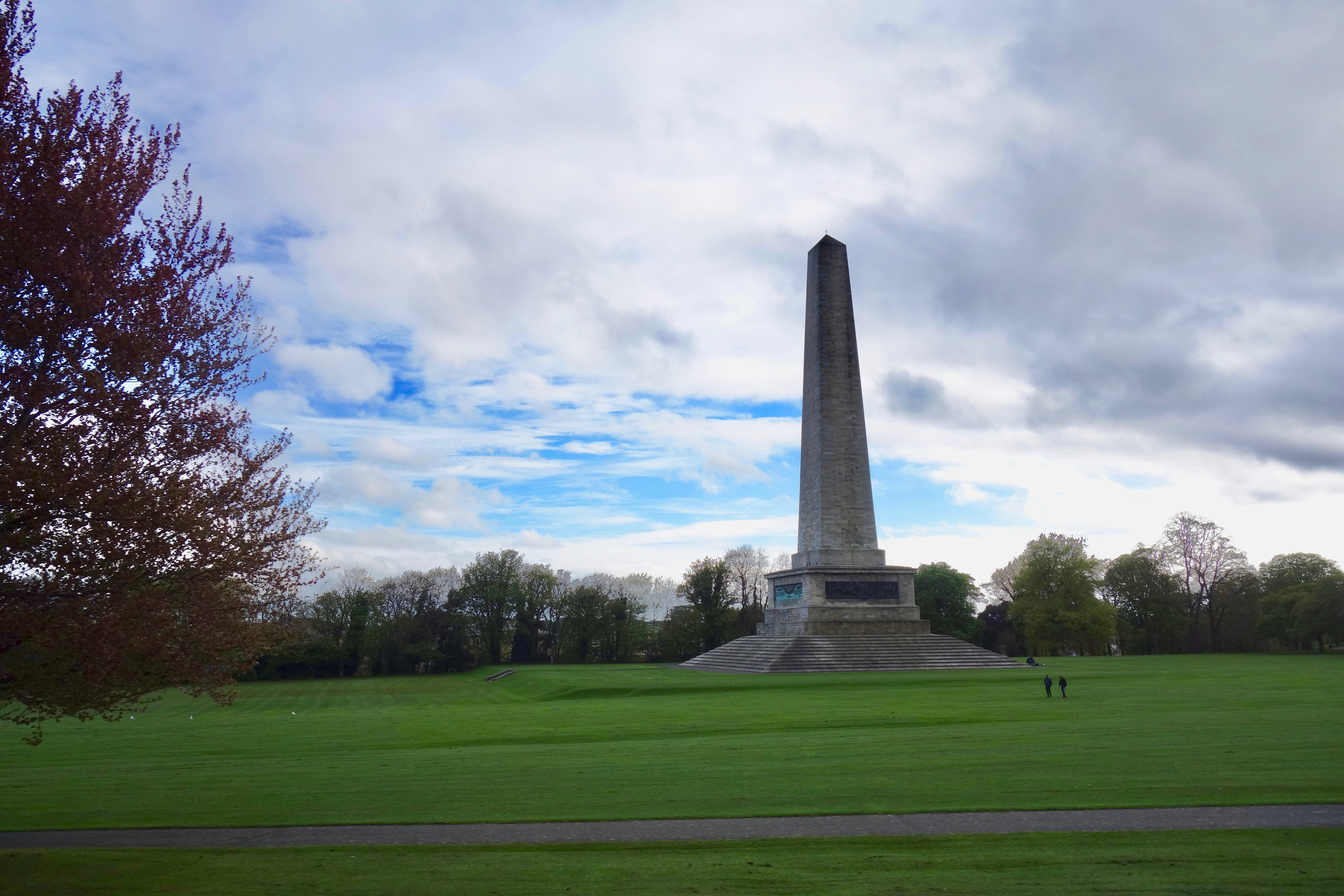
Il Wellington Monument

Il Monumento a Wellington è un obelisco alto 62 metri, in memoria di sir Arthur Wellesley, I duca di Wellington. Questo obelisco potrebbe essere più alto ma a causa di scarsità di fondi fu deciso di arrivare all'altezza attuale. Alla base ci sono 4 placche di metallo derivate dalla fusione di alcuni cannoni usati durante la Battaglia di Waterloo.

### Deerfield Residence
La Deerfield Residence è una costruzione una volta impiegata come abitazione del Chief Secretary for Ireland, la seconda carica del Regno d'Irlanda dopo il Lord Lieutenant. Oggi è la residenza ufficiale dell'ambasciatore statunitense in Irlanda.

### Il Phoenix Monument
Si tratta di un monumento che raffigura una colonna corinzia sulla cui sommità una fenice emerge dalle proprie ceneri. Fu eretto nel 1747 da Lord Chesterfield.

### Il Phoenix Park Visitor Centre e il Castello di Ashtown
La più antica costruzione nel parco è l'Ashtown Castle, un complesso di guardia medievale, originario del XVII secolo. Si trova di fianco al Visitors Centre, dove il pubblico può godere di 5.500 anni di recupero e studio storico del parco attraverso le epoche.

### La Garda Síochána
Il quartier generale della polizia di stato irlandese si trova nel parco. Nello stesso luogo si trova anche un vero e proprio impianto sportivo, con campi da calcio gaelico, calcio, cricket e polo.

## Concerti
Nel parco si sono esibiti numerosi artisti, tra cui Coldplay, Duran Duran, Robbie Williams, Red Hot Chili Peppers, Ian Brown, Justice, Kanye West, Arcade Fire, Tom Waits, Snow Patrol, Florence and the Machine, Swedish House Mafia, Snoop Dogg, Tinie Tempah, Calvin Harris e The Stone Roses.